# Lijst van voetbalinterlands IJsland - Oostenrijk
Deze lijst van voetbalinterlands is een overzicht van alle officiële voetbalwedstrijden tussen de nationale teams van IJsland en Oostenrijk. De landen speelden tot op heden vier keer tegen elkaar, te beginnen met een kwalificatiewedstrijd voor het Wereldkampioenschap voetbal 1990 in Reykjavik op 14 juni 1989. Het laatste duel, een groepswedstrijd tijdens het Europees kampioenschap voetbal 2016, vond plaats op 22 juni 2016 in Saint-Denis.

## Wedstrijden
| № | Plaats      | Datum            | Competitie           | Wedstrijd            | Uitslag |
| - | ----------- | ---------------- | -------------------- | -------------------- | ------- |
| 1 | Reykjavik   | 14 juni 1989     | WK 1990 kwalificatie | IJsland – Oostenrijk | 0 – 0   |
| 2 | Salzburg    | 23 augustus 1989 | WK 1990 kwalificatie | Oostenrijk – IJsland | 2 – 1   |
| 3 | Innsbruck   | 30 mei 2014      | Vriendschappelijk    | Oostenrijk – IJsland | 1 – 1   |
| 4 | Saint-Denis | 22 juni 2016     | EK 2016              | IJsland – Oostenrijk | 2 – 1   |

## Samenvatting
| Competitie        | Totaal gespeeld | Winst IJsland | Gelijk | Winst Oostenrijk | Doelsaldo IJsland – Oostenrijk |
| ----------------- | --------------- | ------------- | ------ | ---------------- | ------------------------------ |
| WK-kwalificatie   | 2               | 0             | 1      | 1                | 1 − 2                          |
| EK-eindronde      | 1               | 1             | 0      | 0                | 2 − 1                          |
| Vriendschappelijk | 1               | 0             | 1      | 0                | 1 − 1                          |
| Totaal            | 4               | 1             | 2      | 1                | 4 − 4                          |

## Details

### Eerste ontmoeting
| WK 1990 kwalificatie (scheidsrechter Howard King, Reykjavík, 14 juni 1989): |              | |
| IJsland | 0 – 0        | Oostenrijk |
| | goals        | |
| Sigfried Held | bondscoach   | Josef Hickersberger |
| Bjarni Sigurðsson Atli Eðvaldsson Guðni Bergsson Sævar Jónsson Ólafur Þórðarson Sigurður Jónsson Gunnar Gíslason 64' Pétur Arnþórsson Ásgeir Sigurvinsson Guðmundur Torfason Sigurður Grétarsson | opstellingen | Klaus Lindenberger Heribert Weber Kurt Russ Anton Pfeffer Robert Pecl Peter Artner Herbert Prohaska Manfred Zsak 35' Alfred Hörtnagl Toni Polster 46' Gerhard Rodax |
| Viðar Þorkelsson 64' | wissels      | 35' Andreas Herzog 46' Andreas Ogris |
| Sævar Jónsson 86' | gele kaarten | 19' Alfred Hörtnagl 88' Robert Pecl |

### Tweede ontmoeting
| WK 1990 kwalificatie (scheidsrechter Peter Mikkelsen, Salzburg, 23 augustus 1989):                                                                                          |              | |
| Oostenrijk | 2 – 1        | IJsland |
| Heimo Pfeifenberger 48' Manfred Zsak 62' | goals        | 49' Ragnar Margeirsson |
| Josef Hickersberger | bondscoach   | Sigfried Held |
| Klaus Lindenberger Heribert Weber Robert Pecl 30' Anton Pfeffer Kurt Russ Manfred Linzmaier Manfred Zsak Andreas Herzog 59' Andreas Ogris Heimo Pfeifenberger Gerhard Rodax | opstellingen | Bjarni Sigurðsson Ágúst Jónsson Guðni Bergsson Sævar Jónsson Ólafur Þórðarson Gunnar Gíslason Sigurður Jónsson 80' Ragnar Margeirsson 70' Pétur Arnþórsson Guðmundur Torfason Sigurður Grétarsson |
| Michael Streiter 30' Alfred Hörtnagl 59' | wissels      | 70' Rúnar Kristinsson 80' Ómar Torfason |
| Kurt Russ 20' Heimo Pfeifenberger 83' | gele kaarten | 5' Pétur Arnþórsson 52' Sigurður Grétarsson 77' Guðmundur Torfason |

### Derde ontmoeting
| Vriendschappelijk (Innsbruck, Oostenrijk, 30 mei 2014): |              | |
| Oostenrijk | 1 – 1        | IJsland |
| Marcel Sabitzer 28' | goals        | 47' Kolbeinn Sigþórsson |
| Marcel Koller | bondscoach   | Lars Lagerbäck Heimir Hallgrímsson |
| Heinz Lindner 46' Florian Klein Markus Suttner Aleksandar Dragović Martin Hinteregger Zlatko Junuzović 86' Stefan Ilsanker Christoph Leitgeb 60' Marc Janko 60' Marko Arnautović 76' Marcel Sabitzer 88' | opstellingen | Hannes Halldórsson 88' Sölvi Ottesen Birkir Sævarsson Ari Skúlason Birkir Bjarnason 46' Kári Árnason 79' Emil Hallfreðsson 60' Rúrik Gíslason Kolbeinn Sigþórsson Aron Gunnarsson 60' Viðar Kjartansson |
| Ramazan Özcan 46' Lukas Hinterseer 60' Andreas Weimann 60' Valentino Lazaro 76' Julian Baumgartlinger 86' Andreas Ivanschitz 88'                                                                         | wissels      | 46' Ragnar Sigurðsson 60' Helgi Daníelsson 60' Jón Böðvarsson 79' Teddy Bjarnason 88' Hallgrímur Jónasson                                                                                               |
| Stefan Ilsanker 58' | gele kaarten | 56' Sölvi Ottesen 66' Ari Skúlason |
| - Debuut van Stefan Ilsanker (Red Bull Salzburg) en Valentino Lazaro (Red Bull Salzburg) voor Oostenrijk. - Debuut van Viðar Kjartansson (Vålerenga IF) voor IJsland.                                    |              | |

KSÍ · A-internationals · Bondscoaches · Statistieken · IJslands vrouwenelftal · Olympisch elftal · IJsland U21 · IJsland U20 · IJsland U19 · IJsland U18 · IJsland U17 · IJsland U16 · Vrouwen U17
1946 – 1949 · 1950 – 1959 · 1960 – 1969 · 1970 – 1979 · 1980 – 1989 · 1990 – 1999 · 2000 – 2009 · 2010 – 2019 · 2020 − 2029
EK 2016
WK 2018
1946 · 1947 · 1948 · 1949 · 1950 · 1951 · 1952 · 1953 · 1954 · 1955 · 1956 · 1957 · 1958 · 1959 · 1960 · 1961 · 1962 · 1963 · 1964 · 1965 · 1966 · 1967 · 1968 · 1969 · 1970 · 1971 · 1972 · 1973 · 1974 · 1975 · 1976 · 1977 · 1978 · 1979 · 1980 · 1981 · 1982 · 1983 · 1984 · 1985 · 1986 · 1987 · 1988 · 1989 · 1990 · 1991 · 1992 · 1993 · 1994 · 1995 · 1996 · 1997 · 1998 · 1999 · 2000 · 2001 · 2002 · 2003 · 2004 · 2005 · 2006 · 2007 · 2008 · 2009 · 2010 · 2011 · 2012 · 2013 · 2014 · 2015 · 2016 · 2017 · 2018 · 2019 · 2020 · 2021 · 2022 · 2023 · 2024
Albanië ·
Andorra ·
Argentinië ·
Armenië ·
Azerbeidzjan ·
Bahrein ·
België ·
Bermuda ·
Bolivia ·
Bosnië en Herzegovina ·
Brazilië ·
Bulgarije ·
Canada ·
Chili ·
China ·
Cyprus ·
Denemarken ·
DDR ·
Duitsland ·
El Salvador ·
Engeland ·
Estland ·
Faeröer ·
Finland ·
Frankrijk ·
Georgië ·
Ghana ·
Griekenland ·
Guatemala ·
Honduras ·
Hongarije ·
Ierland ·
India ·
Iran ·
Israël ·
Italië ·
Japan ·
Kazachstan ·
Koeweit ·
Kosovo ·
Kroatië ·
Letland ·
Liechtenstein ·
Litouwen ·
Luxemburg ·
Malta ·
Mexico ·
Moldavië ·
Montenegro ·
Nederland ·
Nigeria ·
Noord-Ierland ·
Noord-Macedonië ·
Noorwegen ·
Oeganda ·
Oekraïne ·
Oostenrijk ·
Peru · 
Polen ·
Portugal ·
Qatar ·
Roemenië ·
Rusland ·
San Marino ·
Saoedi-Arabië ·
Schotland ·
Slovenië ·
Slowakije ·
Sovjet-Unie ·
Spanje ·
Trinidad en Tobago ·
Tsjechië ·
Tsjecho-Slowakije ·
Tunesië ·
Turkije ·
Venezuela ·
Verenigde Arabische Emiraten ·
Verenigde Staten ·
Wales ·
Wit-Rusland ·
Zuid-Afrika ·
Zuid-Korea ·
Zweden ·
Zwitserland
Argentinië (2018) ·
Engeland (2016) · 
Hongarije (2016) ·
Kroatië (2018) ·
Nigeria (2018) · 
Portugal (2016)
ÖFB · A-internationals · Selecties · Bondscoaches · Oostenrijks vrouwenelftal · Olympisch elftal · Oostenrijk U21 · Oostenrijk U20 · Oostenrijk U19 · Oostenrijk U18 · Oostenrijk U17 · Oostenrijk U16 · Vrouwen U17
1902 – 1919 ·
1920 – 1929 ·
1930 – 1939 ·
1940 – 1949 ·
1950 – 1959 ·
1960 – 1969 ·
1970 – 1979 ·
1980 – 1989 ·
1990 – 1999 ·
2000 – 2009 ·
2010 – 2019 ·
2020 – 2029
EK's: 2008 · 
2016 · 
2020 · 
2024
WK's: 1934 · 
1954 · 
1958 · 
1978 · 
1982 · 
1990 · 
1998
OS: 1912 ·
1936 ·
1948 ·
1952
1902 · 
1903 · 
1904 · 
1905 · 
1906 · 
1907 · 
1908 · 
1909 · 
1910 · 
1911 · 
1912 · 
1913 · 
1914 · 
1915 · 
1916 · 
1917 · 
1918 · 
1919 · 
1920 · 
1921 · 
1922 · 
1923 · 
1924 · 
1925 · 
1926 · 
1927 · 
1928 · 
1929 · 
1930 · 
1931 · 
1932 · 
1933 · 
1934 · 
1935 · 
1936 · 
1937 · 
1938 · 1939 · 1940 · 1941 · 1942 · 1943 · 1944 · 1945 · 
1946 · 
1947 · 
1948 · 
1949 · 
1950 · 
1952 · 
1952 · 
1953 · 
1954 · 
1955 · 
1956 · 
1957 · 
1958 · 
1959 · 
1960 · 
1961 · 
1962 · 
1963 · 
1964 · 
1965 · 
1966 · 
1967 · 
1968 · 
1969 · 
1970 · 
1971 · 
1972 · 
1973 · 
1974 · 
1975 · 
1976 · 
1977 · 
1978 · 
1979 · 
1980 · 
1981 · 
1982 · 
1983 · 
1984 · 
1985 · 
1986 · 
1987 · 
1988 · 
1989 · 
1990 ·
1991 · 
1992 · 
1993 · 
1994 · 
1995 · 
1996 · 
1997 · 
1998 · 
1999 · 
2000 · 
2001 · 
2002 · 
2003 · 
2004 · 
2005 · 
2006 · 
2007 · 
2008 · 
2009 · 
2010 · 
2011 · 
2012 · 
2013 · 
2014 · 
2015 · 
2016 · 
2017 · 
2018 · 
2019 · 
2020 · 
2021 ·
2022
Albanië ·
Algerije ·
Andorra ·
Argentinië ·
Azerbeidzjan ·
België ·
Bosnië en Herzegovina ·
Brazilië ·
Bulgarije ·
Canada ·
Chili ·
Costa Rica ·
Cyprus ·
Denemarken ·
DDR ·
Duitsland ·
Egypte ·
Engeland ·
Estland ·
Faeröer ·
Finland ·
Frankrijk ·
Georgië ·
Ghana ·
Griekenland ·
Hongarije ·
Ierland ·
IJsland ·
Iran ·
Israël ·
Italië ·
Ivoorkust ·
Japan ·
Joegoslavië ·
Kameroen ·
Kazachstan ·
Kroatië ·
Letland ·
Liechtenstein ·
Litouwen ·
Luxemburg ·
Malta ·
Moldavië ·
Montenegro ·
Nederland ·
Nigeria ·
Noord-Ierland ·
Noord-Macedonië ·
Noorwegen ·
Oekraïne ·
Paraguay ·
Peru ·
Polen ·
Portugal ·
Roemenië ·
Rusland ·
San Marino ·
Schotland ·
Servië ·
Slovenië ·
Slowakije ·
Sovjet-Unie ·
Spanje ·
Trinidad en Tobago ·
Tsjechië ·
Tsjecho-Slowakije ·
Tunesië ·
Turkije ·
Uruguay ·
Venezuela ·
Verenigde Staten ·
Wales ·
Wit-Rusland ·
Zweden ·
Zwitserland
Algerije (1982) · 
Chili (1982) · 
Duitsland (2008) · 
Frankrijk (1982) · 
Hongarije (2016) · 
Italië (2021) · 
Kroatië (2008) · 
Nederland (2021) · 
Noord-Ierland (1982) · 
Noord-Macedonië (2021) · 
Oekraïne (2021) · 
Polen (2008) ·  
Portugal (2016) · 
West-Duitsland (1982)